# Martin Reichel
Martin Reichel (* 7. listopadu 1973) je bývalý německý hokejista českého původu. Narodil se a vyrůstal v Československu, ale již jako junior odešel do Německa a celou aktivní kariéru strávil v německé lize. Na rozdíl od svého staršího a slavnějšího bratra Roberta Reichela také reprezentoval Německo.

## Kariéra

### Klubová kariéra
Jako sedmnáctiletý junior odešel z Československa a začal hrát za tým EHC Freiburg německou hokejovou ligu. V roce 1992 byl draftován do NHL z celkově 37. pozice, v nejslavnější hokejové lize však nikdy nenastoupil. Poté, co EHC Freiburg v roce 1993 ztratil profesionální licenci a sestoupil do regionální ligy, přestoupil Reichel do týmu Starbulls Rosenheim. Patřil ke spolehlivým útočníkům a prosadil se i do německé reprezentace. Od roku 1997 pak hrával za Ice Tigers Norimberk. V sezóně 1998/1999 se s týmem dostal až do finále DEL, kde však podlehl Mannheimu. V roce 2003 přestoupil do týmu Frankfurt Lions, se kterým hned ve své první sezóně vybojoval německý titul. V sezóně 2004/2005 v době výluky v NHL byli jeho spoluhráči hokejisté NHL Stéphane Robidas a Doug Weight, posílený tým však na titul nedosáhl a skončil v semifinále. V létě 2008 mu ve Frankfurtu skončila smlouva a od ročníku 2008/2009 působil opět v Rosenheimu v nižší lize (Oberliga-Süd), od roku 2010 se v tomto klubu věnuje trénování mládeže.

### Reprezentace
Od roku 1994 reprezentoval Německo. V letech 1994 až 2004 byl téměř pravidelně členem německého národního týmu pro mistrovství světa, zahrál si i na Zimních olympijských hrách 2002. Celkem odehrál za Německo 165 utkání.

## Ocenění
- účastník utkání hvězd DEL v letech 2002, 2003 a 2004

## Klubové statistiky
| Sezona  | Klub                 | Soutěž   | Základní část | Základní část | Základní část | Základní část | Základní část | Play off | Play off | Play off | Play off | Play off |
| Sezona  | Klub                 | Soutěž   | Z             | G             | A             | B             | TM            | Z        | G        | A        | B        | TM       |
| ------- | -------------------- | -------- | ------------- | ------------- | ------------- | ------------- | ------------- | -------- | -------- | -------- | -------- | -------- |
| 1990–91 | EHC Freiburg         | 1. BL    | 23            | 7             | 8             | 15            | 19            | —        | —        | —        | —        | —        |
| 1991–92 | EHC Freiburg         | 1. BL    | 27            | 16            | 16            | 31            | 8             | —        | —        | —        | —        | —        |
| 1992–93 | EHC Freiburg         | 1. BL    | 37            | 13            | 9             | 22            | 27            | —        | —        | —        | —        | —        |
| 1993–94 | Star Bulls Rosenheim | 1. BL    | 20            | 5             | 15            | 20            | 6             | —        | —        | —        | —        | —        |
| 1994–95 | Star Bulls Rosenheim | DEL      | 43            | 11            | 26            | 37            | 36            | 7        | 3        | 3        | 6        | 37       |
| 1995–96 | Star Bulls Rosenheim | DEL      | 50            | 17            | 28            | 45            | 40            | —        | —        | —        | —        | —        |
| 1996–97 | Star Bulls Rosenheim | DEL      | 45            | 8             | 14            | 22            | 30            | —        | —        | —        | —        | —        |
| 1997–98 | Ice Tigers Norimberk | DEL      | 49            | 13            | 24            | 37            | 35            | —        | —        | —        | —        | —        |
| 1998–99 | Ice Tigers Norimberk | DEL      | 50            | 11            | 23            | 34            | 16            | —        | —        | —        | —        | —        |
| 1999–00 | Ice Tigers Norimberk | DEL      | 54            | 8             | 7             | 15            | 10            | —        | —        | —        | —        | —        |
| 2000–01 | Ice Tigers Norimberk | DEL      | 49            | 9             | 12            | 21            | 18            | 3        | 0        | 2        | 2        | 6        |
| 2001–02 | Ice Tigers Norimberk | DEL      | 59            | 8             | 23            | 31            | 22            | 4        | 1        | 0        | 1        | 4        |
| 2002–03 | Ice Tigers Norimberk | DEL      | 39            | 3             | 15            | 18            | 22            | 5        | 0        | 3        | 3        | 2        |
| 2003–04 | Frankfurt Lions      | DEL      | 52            | 14            | 13            | 27            | 30            | 4        | 1        | 0        | 1        | 2        |
| 2004–05 | Frankfurt Lions      | DEL      | 37            | 9             | 13            | 22            | 19            | 11       | 0        | 3        | 3        | 10       |
| 2005–06 | Frankfurt Lions      | DEL      | 48            | 5             | 17            | 22            | 54            | —        | —        | —        | —        | —        |
| 2006–07 | Frankfurt Lions      | DEL      | 34            | 3             | 7             | 10            | 10            | 8        | 0        | 1        | 1        | 8        |
| 2007–08 | Frankfurt Lions      | DEL      | 49            | 3             | 7             | 10            | 32            | 12       | 0        | 0        | 0        | 2        |
| 2008–09 | Star Bulls Rosenheim | Oberliga | 56            | 11            | 35            | 46            | 36            | 4        | 0        | 0        | 0        | 18       |
| 2009–10 | Star Bulls Rosenheim | Oberliga | 19            | 2             | 8             | 10            | 10            | 10       | 0        | 2        | 2        | 20       |